# فيليب روزفلت
فيليب روزفلت (بالإنجليزية: Philip Roosevelt)‏ هو ضابط وصحفي أمريكي، ولد في 15 مايو 1892، وتوفي في 1941.